# Aplocera pseudopallidata
Aplocera pseudopallidata är en fjärilsart som beskrevs av Bytinsky-salz och Brandt 1937. Aplocera pseudopallidata ingår i släktet Aplocera och familjen mätare. Inga underarter finns listade i Catalogue of Life.